# Carrigaline
Carrigaline is een plaats in het Ierse graafschap Cork. De plaats telt 12.835 inwoners.